# Agujaceratops mavericus
Agujaceratops mavericus ("Cara con cuerno de Aguja disidente") es una especie del género Agujaceratops de dinosaurio ornitisquio ceratopsiano que vivió a finales del período Cretácico, hace aproximadamente entre 75 y 70 millones de años durante del Campaniense en lo que es hoy Norteamérica. Lehman, Wick & Barnes en 2016 describieron a una segunda especie para el género, Agujaceratops mavericus, la cual también ha sido reportada en estratos de la misma formación en el estado de Coahuila, al noreste de México.